# El Llano (República Dominicana)
El Llano és un municipi fronterer a la província d'Elías Piña de la República Dominicana. Tenia 8151 habitants l'any 2002 i 4.986 l'any 2012. Té una superfície de 104,49 km2.
Limita amb els termes de Comendador (nord) i Las Matas de Farfán (est, sud i nord), Belladère, Savanette (ambdós per l'oest, a Haití) i Juan Santiago (sud i est). Està format pels districtes municipals de: El Llano (codi 07070301) i   Guanito (codi 07070302).